# سید محمد حسینی (مجری)
سید محمد حسینی (زادهٔ ۱۳ تیرماه ۱۳۴۸، شهر ری تهران) یک شومن مجری، بازیگر و فعال سیاسی ایرانی است. از ابتدای شروع به کار در شبکه تهران تا سال ۱۳۸۴ مجری این شبکه بود که برنامه‌های او خصوصاً با زوج سید کاظم احمدزاده هواداران فراوان داشت.
سید محمد حسینی پس از مصاحبه با برنامه پارازیت در دی ماه ۱۳۸۹ و حمایت از جنبش سبز، در صفحه فیس‌بوک خود با ویدئوهایی از اعتراضات جنبش سبز در ۲۵ بهمن ۱۳۸۹ و ۱ اسفند ۱۳۸۹ حمایت کرد.
حسینی بعدها اقدام به تولید یک برنامه رادیویی به نام ری‌استارت کرد که با استقبال گروه خاصی مواجه شد. وی در قسمت‌هایی از برنامه رادیویی خود هوادارانش را به آتش زدن اماکن دولتی دعوت کرده است. خود وی و طرفدارانش مدعی هستند که منظور از این کارها، ضربه زدن به مراکز حیاتی و مهم ایران نظیر پایگاه‌های بسیج مستضعفین، حسینیه‌ها و… می‌باشد. این گروه علاوه بر سابقه خشونت، آتش‌افروزی عمدی و خرابکاری، به ترویج تئوری‌های توطئه نیز شهرت دارد و شباهت‌هایی با گروه کیوانان دارد. به گفته کاظم کردوانی گروه ری‌استارت می‌تواند به مبارزات مدنی ایران ضربه بزند و قدرت سرکوب نظام جمهوری اسلامی را بالا ببرد.
گروه ری‌استارت علی‌رغم اینکه مدعیست علیه جمهوری اسلامی فعالیت می‌کند ولی در فضای مجازی علیه اقلیت‌های دینیِ تحتِ ستم جمهوری اسلامی ایران مانند بهائیان، زرتشتیان و تا حدودی یهودیان، نفرت‌پراکنی می‌کند، و با ترویج تئوری‌های توطئه آنها را مقصر مشکلات کشور معرفی و برای حکومت جمهوری اسلامی سفیدنمایی می‌کند. به احتمال قوی این گروه توسط حکومت جمهوری اسلامی ایران مدیریت و هدایت می‌شود.

## ری‌استارت
حسینی رهبر اپوزسیون ری‌استارت است. از چالش‌های وی به «چالش فحش» که هدفش صفحات افراد سیاسی بود و «چالش سنگ»، «چالش رنگ»، «چالش آتش»، «چالش آمپاس»، «چالش حملهٔ خِرَد به نادانی» و «چالش سکوت» می‌توان اشاره کرد که باعث جنجال‌هایی بسیار در ایران شده است. در پی دعوت طرفداران و مردم به این چالش از سوی حسینی، افرادی به خسارت زدن به برخی از ساختمان‌های عمومی مانند بانک‌ها و همچنین پایگاه‌های بسیج مساجد اقدام نمودند.
چالش بعدی، چالش آتش بوده است. به‌طور مثال در یکشنبه شب ۵ آذر ۱۳۹۶ عده‌ای از طرفداران وی اقدام به آتش زدن ساختمان باشگاه پرسپولیس نمودند.
کانال ری‌استارت در مهر ماه سال ۱۳۹۶ توسط تلگرام با ۱۲۰ هزار عضو به دلیل «رواج خشونت و آسیب به امکانات عمومی جامعه» طی چالشی که با نام «چالش سنگ» یاد می‌شود و در پی آتش زدن مسجد جوادالائمه تهران توسط جوان ری‌استارتی (چالش آتش) که بازتاب‌های خبری فراوانی در رسانه‌های داخل و خارج از ایران داشت، از دسترس خارج شد.
پاول دورف - مؤسس تلگرام - در مورد فعالیتهای خرابکارانه حساب کاربری رهبر ری‌استارت (سید محمد حسینی) نوشت: «این حساب نمونه‌ای از خطی است که نباید از آن عبور کرد». او گفت که این حساب کاربری «اعضای خود را ترغیب می‌کند به شیشه‌های ساختمان‌ها و وسایل نقلیه عمومی (مدارس، مساجد، اتوبوس‌ها) سنگ پرتاب کنند و از آن فیلمبرداری کنند» این سرویس از حسینی خواست که این «مسابقه خرابکاری» را متوقف کند، اما او درخواست تلگرام را نادیده گرفت و «مسابقه وحشتناک دیگری راه اندازی کرد و از بیش از ۱۰۰ هزار دنبال‌کننده خود خواست که مساجد را با پرتاب کوکتل مولوتف به آتش بکشند و از آن فیلم بگیرند. در نتیجه، گزینه دیگری برای ما جز مسدود کردن او باقی نماند.»
بنابر اعلام دادستانی استان خراسان رضوی، ۱۱ نفر از اعضای «ری‌استارت» در این استان به اتهامات مختلفی از جمله «آتش زدن مسجد»، «عضویت در گروه معاند»، «توهین به مقدسات» و «فعالیت تبلیغی علیه نظام» به حبس‌های یک تا ۱۴ ساله متهم شده‌اند. حسن حیدری معاون دادستان عمومی و انقلاب مرکز خراسان رضوی به خبرگزاری رسمی ایرنا گفت که متهمان تحت تأثیر برنامه «ری‌استارت» که توسط محمد حسینی در خارج از کشور اداره می‌شود، دست به «خرابکاری» زدند.